# Kenya International 1999
Die Kenya International 1999 im Badminton fanden im Februar 1999 statt.

## Sieger und Platzierte
| Disziplin    | Gold                            | Silber                                | Bronze                               |
| ------------ | ------------------------------- | ------------------------------------- | ------------------------------------ |
| Herreneinzel | Bertrand Gallet                 | Nir Yusim                             | Stanley Pitiri Mwangulu              |
| Herreneinzel | Bertrand Gallet                 | Nir Yusim                             | Mubanga Kaite                        |
| Dameneinzel  | Juliette Ah-Wan                 | Rose Wanjala                          | Deepa A. Shah                        |
| Dameneinzel  | Juliette Ah-Wan                 | Rose Wanjala                          | Lucia Banane                         |
| Herrendoppel | Bertrand Gallet Robert Mbugua   | Mubanga Kaite Stanley Pitiri Mwangulu | Altaf Hirji Karim Hirji              |
| Herrendoppel | Bertrand Gallet Robert Mbugua   | Mubanga Kaite Stanley Pitiri Mwangulu | Himesh Patel Sandip Patel            |
| Mixed        | Georgie Cupidon Juliette Ah-Wan | Steve Malcouzane Lucia Banane         | Stanley Pitiri Mwangulu Ann Waithera |
| Mixed        | Georgie Cupidon Juliette Ah-Wan | Steve Malcouzane Lucia Banane         | Tom Manda Anna Ng'ang'a              |